# Rio Ereş
O Rio Ereş é um rio da Romênia, afluente do Valea Limpede, localizado no distrito de Maramureş.